# یلوه اوکیناوا
یلوه اوکیناوا (نام علمی: Gallirallus okinawae) نام یک گونه از سرده یلوه‌های استرالیا-آرام است.